# Сено
Сено је осушена трава и лишће осушена на сунцу и ваздуху која се користи као животињска храна. Количина влаге смањује се сушењем са приближно три четвртине у зеленој трави на приближно једну петину у осушеном сену. Сено се обично прави од попиног прасета, луцерке и детелине. Траве се секу обично на њиви или на ливади док су још зелене, а онда се суше. Сено се компресује у правоугаоне бале и везује се жицом или канапом, а често се складишти у облику стогова. Сено представља основну кабастог дела оброка за преживаре (говеда, овце, козе) и коње, богат целулозом. Код примитивних раса домаћих животиња сено, заједно са кукурузовином, чини једино храниво у току зиме.
Најбољи услови за производњу сена су у довољно влажним долинама и пољима са умереном континенталном и атлантско-приморском климом, затим у планинским котлинама, шумским пропланцима... 
Косидба се врши ручно уз помоћ косе или машинама (механичке косилице и самовезиваче), а затим се скупља ручно вилама или машински.

## Композиција
Уобичајено коришћене биљке за сено укључују мешавине трава као што су пијанка (врсте рода Lolium), тимоти, брома, власуља, бермудска трава, воћњачка трава и друге врсте, у зависности од региона. Сено такође може укључивати махунарке, као што је луцерка и детелина (црвена, бела и подземна). Махунарке у сену су идеално исечене пре цветања. Друге пашљачке траве такође су понекад део мешавине, иако ове биљке нису нужно пожељне, јер су одређене траве токсичне за неке животиње.
Биљни материјал овса, јечма и пшенице се повремено сече зелен и претвара у сено за сточну храну, а чешће се користи у облику сламе, нуспроизвода жетве од стабљика и мртвог лишћа које се балира након што је жито пожњето и овршено. Слама се углавном користи за полагање код животиња. Иако се слама користи и као сточна храна, посебно као извор дијететских влакана, она има нижу нутритивну вредност од сена.
Лист и семенски материјал у сену је оно што одређује његов квалитет, јер они садрже више хранљиве вредности за животињу него стабљике.‍:194 Пољопривредници настоје да приберу сено на месту када семенске главице нису сасвим зреле и лист је у свом максимуму када се коси трава у пољу. Исечени материјал се оставља да се осуши тако да се већина влаге уклони, али је лиснати материјал и даље довољно робустан да се машинама покупи са земље и преради за складиштење у балама, стоговима или јамама. Методе кошења сена стога имају за циљ да минимизирају ломљење и опадање лишћа током руковања.‍:194
Након жетве, сено се такође мора чувати на начин којим се спречава његово квашење. Буђ и кварење смањују хранљиву вредност и могу изазвати болест код животиња. Симбиотске гљиве у власуљи могу изазвати болест коња и говеда.

## Стогови
Стогови сена су гомиле пожњевеног сена, сложеног на много различитих начина у зависности од региона света, климе, балираног или растреситог, итд.
Сено захтева заштиту од временских прилика и оптимално се складишти у зградама,‍:89 али се заштита од временских прилика обезбеђује и на друге начине који укључују складиштење на отвореном, било у стоговима сена или у великим збијеним балама (округлим или правоугаоним); сви ови методи зависе од површине спољне масе сена (гомила или бала) која прихвата временске утицаје и на тај начин чува главнину сена испод.
После Другог светског рата, британски фармери су открили да је потражња надмашила понуду за квалификованим пољопривредним радницима са искуством у слагању стогова сена. Ово је без сумње допринело притиску да балирање у великим балама све више замењује слагање, што се ионако дешавало јер је технологија кошења сена (као и друга технологија на фарми) напредовала ка екстензивној механизацији са једном особом која обавља многе задатке. Данас тоне сена може да коси, кондиционира, осуши, грабуља и балира једна особа, све док је при руци одговарајућа опрема (иако је та опрема скупа). Ове тоне сена такође може да премести једна особа, опет са одговарајућом (скупом) опремом, пошто утоваривачи са дугим шиљцима који се покрећу хидрауличним колима преузимају сваку велику балу и померају је на место за храњење.
Може се изградити ограда како би се оградио пласт сена и спречило лутајућим животињама да га једу, или животиње могу да се хране директно са стога наслаганог у пољу као део своје зимске исхране.
Стогови сена се понекад називају и гомиле сена; међу неким корисницима, овај термин се прецизније односи на мале гомиле посеченог и сакупљеног сена које чека на слагање у веће гомиле. Стогови сена се такође понекад називају пластовима и  камарама.

### Растресити пластови
Лабави пластови се праве да се спречи накупљање влаге и подстичу сушење или стврдњавање. На неким местима, то се постиже конструисањем пластова са конусним или избоченим врхом. Спољашњост може изгледати сиво на површини након временских утицаја, али унутрашње сено задржава трагове своје свеже резане ароме и задржава избледелу зелену нијансу. Они могу имати сламнати покров, или се могу држати унутар заштитне структуре. Једна таква конструкција је покретни кров подржан са четири стуба, историјски назван холандски кров, барака за сено или капа за сено. Пластови сена се такође могу градити на основама положеним на тло да би се смањило кварење, које су на неким местима од дрвета или грања. У другим областима, сено се слаже растресито, ређајући око централног стуба, дрвета или унутар простора оивиченог са три или четири стуба да би се стогу додала стабилност.
Једна техника растреситог слагања сена која се може видети на Британским острвима је да се у почетку слаже свеже посечено сено у мање хумке које се називају подножне гомиле, да би се олакшало почетно очвршћавање. Оне су понекад изграђене на платформама или троношцима састављеним од три стуба, који се користе да држе сено изнад земље и пуштају ваздух у центар ради бољег сушења. Облик узрокује да се роса и кишница сливају низ стране, омогућавајући сену да се очврсне. Људи који рукују сеном могу да користе виле за сено или виле за померање или бацање сена у изградњи камара и стогова сена. Изградња високих камара сена се понекад потпомаже рампом, у распону од једноставних стубова до уређаја за изградњу великих лабавих камара који се називају тобоганима.
- Стогови сена у пољу у Ирској
- Тобоган са пуном хрпом сена у Монтани, САД
- Козолец, традиционални словеначки стог

## Сигурносни проблеми
Фармерова плућа (не треба мешати са болешћу пуниоца силоса) је преосетљиви пнеумонитис изазван удисањем биолошке прашине која долази од прашине сена или спора плесни или других пољопривредних производа. Излагање сену такође може изазвати алергијски ринитис код људи који су преосетљиви на алергене у ваздуху.
Балирано сено пре него што се потпуно осуши може произвести довољно топлоте да запали ватру. Пластови сена производе унутрашњу топлоту због бактеријске ферментације. Ако је сено наслагано са мокром травом, произведена топлота може бити довољна да запали сено и изазове пожар. Пољопривредници морају да воде рачуна о нивоима влаге како би избегли спонтано сагоревање, што је водећи узрок пожара у пласту сена. Топлота се производи процесом дисања, који се јавља све док садржај влаге у сушеном сену не падне испод 40%. Сено се сматра потпуно сувим када достигне 20% влаге. Проблеми са сагоревањем се обично јављају у року од пет до седам дана од балирања. Бала хладнија од 120 °F (49 °C) је у малој опасности, али бале између 120 и 140 °F (49 и 60 °C) морају се уклонити из штале или структуре и одвојити како би могле да се охладе. Ако температура бале прелази више од 140 °F (60 °C), она може да се сагори.
Да би проверио садржај влаге у сену, фармер може користити руку, пећницу или тестер влаге. Најефикаснији начин је коришћење тестера влаге који показује садржај влаге за неколико секунди.
Због своје тежине, сено може да изазове бројне повреде код људи, посебно оне везане за подизање и померање бала, као и ризике везане за слагање и складиштење. Опасности укључују опасност од урушавања лоше конструисане камаре, узрокујући или падове људи на камари или повреде људи на тлу који су погођени падом бала. Велике округле бале сена представљају посебну опасност за оне који њима рукују, јер могу бити тешки преко 1.000 lb (450 kg) и не могу се померати без посебне опреме. Без обзира на то, пошто су цилиндричног облика и због тога се лако котрљају, није неуобичајено да падну са камаре или се откотрљају са опреме која се користи за руковање. Од 1992. до 1998. године, 74 радника на фармама у Сједињеним Државама је погинуло у великим несрећама са округлим балама сена, обично када су бале премештане са једне локације на другу, као што је при храњењу животиња.
Сено је генерално једна од најсигурнијих храна за припитомљене биљоједе на испаши. Количине се морају пратити како животиње не би постале превише дебеле или сувише мршаве. Допунска храна може бити потребна за радне животиње са високим енергетским захтевима. Животиње које једу покварено сено могу да оболе од разних болести, од кашља повезаног са прашином и буђи, до разних других болести, од којих је најозбиљнија ботулизам, који се може јавити ако је мала животиња, као што је глодар или змија, убијена опремом за балирање, и затим трули унутар бале, узрокујући стварање токсина. Неке животиње су осетљиве на одређене гљиве или плесни које могу расти на живим биљкама. На пример, ендофитна гљива која понекад расте на власуљи може изазвати абортус код трудних кобила.  Неке биљке саме по себи такође могу бити токсичне за неке животиње. На пример, Pimelea, аутохтона аустралијска биљка, позната и као ланени коров, веома је токсична за стоку.